# Erysimum lilacinum
Erysimum lilacinum är en korsblommig växtart som beskrevs av Steinb. Erysimum lilacinum ingår i släktet kårlar, och familjen korsblommiga växter. Inga underarter finns listade i Catalogue of Life.